# Viet und Nam

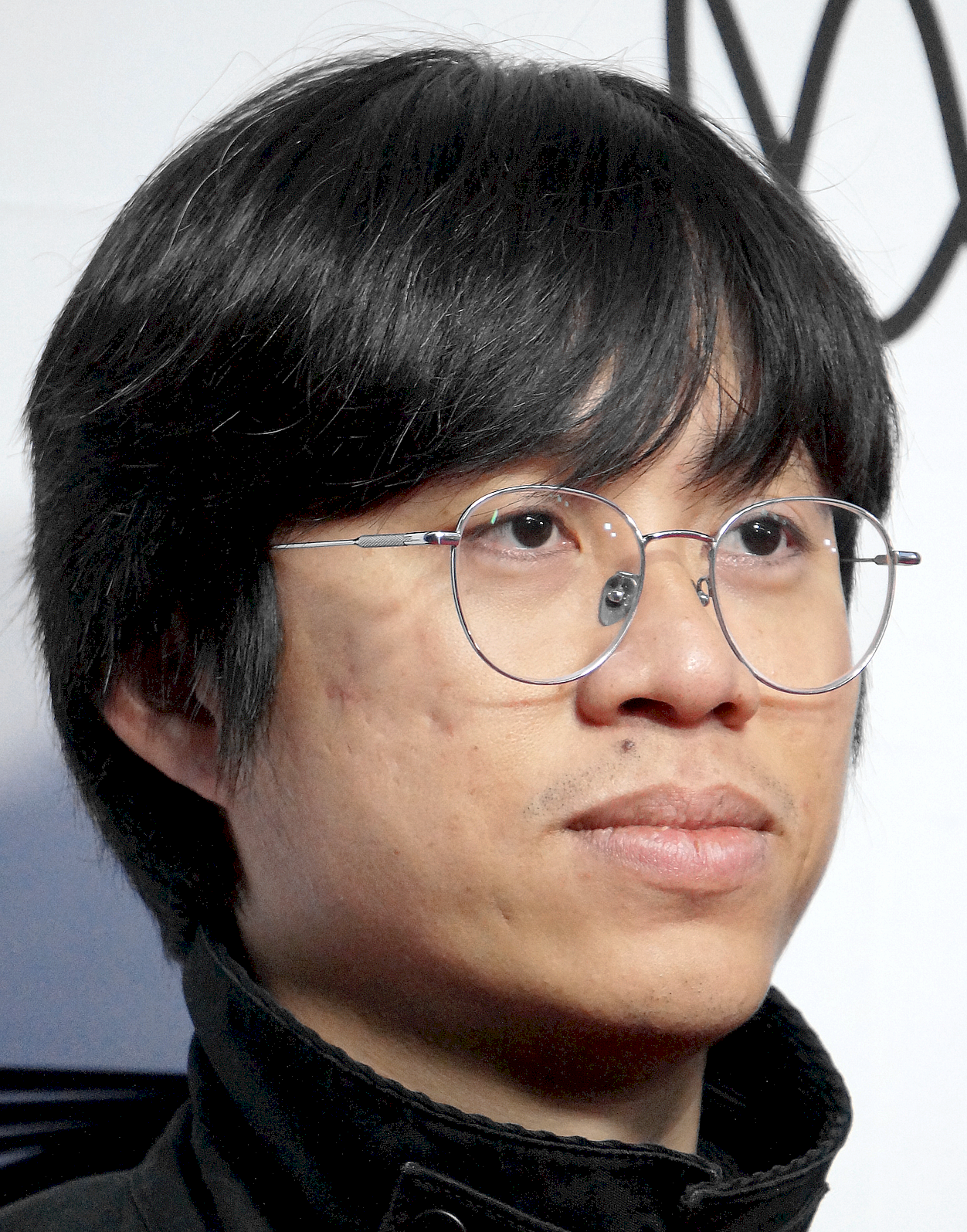
Trương Minh Quý bei der Vorstellung von „Viet und Nam“ in Gent 2024

Viet und Nam (Originaltitel: Trong lòng đất) ist ein vietnamesisch-philippinisches Liebesdrama aus dem Jahr 2024 von Trương Minh Quý. In Vietnam verboten feierte der Film seine Weltpremiere in der Sektion Un Certain Regard der Filmfestspiele von Cannes 2024.

## Handlung
Viet und Nam spielt in Vietnam im Jahr 2001. Die jungen Bergleute Nam und Viet lieben sich. Ihr Arbeitsplatz ist 1000 Meter unter Tage, wo sie Kohle fördern. Gemeinsam suchen sie nach Nams Vater, der im Krieg verschollen ist, und durchqueren das Land von Norden nach Süden. Doch Nam will eigentlich im Ausland ein neues Leben beginnen. Als er beschließt, Vietnam im Inneren eines Schiffscontainers zu verlassen, droht ihre Beziehung zu zerbrechen.

## Produktion
Der Film wurde auf 16mm-Film gedreht.
Nachdem der Film die internationalen Koproduktionsmärkte durchlaufen hatte, produzierten ihn acht Länder gemeinsam. Neben Bradley Liew und Bianca Balbuena von Epicmedia wirkten Marie Dubas (Deuxième Ligne Films, Frankreich), Lai Weijie (E&W Films, Singapur), Lorna Tee und Joost de Vries (An Original Picture, Niederlande), Stefano Centini (Volos Films Italia, Italien), Christian Jilka (Scarlet Visions, Deutschland), Nguyen Thi Xuan Trang (Lagi Limited, Vietnam) und Alex Lo (Cinema Inutile, USA) als ausführende Produzenten mit. Der Weltvertrieb liegt bei Pyramide International. In Deutschland wird Viet und Nam von Salzgeber ins Kino gebracht.

## Rezeption

### Zensur
Silva Wong in screendaily.com geht nicht davon aus, dass die homosexuellen Charaktere das Verbot verursachen, da Vietnam in den letzten Jahren entspannter mit LGBTQ+ Charakteren und Themen auf dem Bildschirm umgegangen ist. Stattdessen werden der vietnamesischen Filmtitel („Im Herzen der Erde“), der Inhalt und das Thema kritisiert, die laut einem offiziellen Schreiben der vietnamesischen Filmabteilung „eine düstere, festgefahrene und negative Sicht“ auf das Land und die Menschen zeigen. Wegen des offiziellen Verbots wird die in Vietnam ansässige Produktionsfirma Lagi nicht mehr als Koproduzent aufgeführt, sodass der Film in Cannes als ausländische Produktion uraufgeführt werden konnte, ohne die vietnamesische Zensur zu durchlaufen. Lokale Produktionen müssen der Kinoabteilung zur Genehmigung vorgelegt werden, bevor sie lokal oder international veröffentlicht werden dürfen.

## Auszeichnungen
Cannes Un Certain Regard 2024
- Nominierung Queer-Palme 2024[6]